# Moneta conifera
Moneta conifera är en spindelart som först beskrevs av Arthur Urquhart 1887.  Moneta conifera ingår i släktet Moneta och familjen klotspindlar. Inga underarter finns listade i Catalogue of Life.